# Озарения
«Озарения» (фр. Illuminations; 1886) — сборник стихотворений в прозе Артюра Рембо. Одна из самых знаменитых и по сей день вызывающих ожесточенные споры книг французской поэзии.
«Озарения» вместе с «Парижским сплином» Шарля Бодлера и «Гаспаром из Тьмы» Алоизиюса Бертрана открыли во французской, а затем и в мировой поэзии эпоху стихотворений в прозе. Классический стих перестал быть синонимом поэтического высказывания. Совершенное Артюром Рембо преобразование поэтики открыло дорогу верлибру, ставшему доминирующим в европейской поэзии XX века.
«Озарения» принято считать попыткой Рембо воплотить в стихотворный текст свою «теорию ясновидения».
«Я хочу стать поэтом и я работаю над тем, чтобы сделать себя ясновидцем… Нужно достичь неведомого приведением в расстройство всех чувств… Ошибочно говорить я думаю, нужно было бы говорить мной думает. Я это другой. Тем хуже для куска дерева, если он поймет, что он скрипка». Рембо стремится прорваться к сверхчувственному восприятию, преодолеть диктат разума, вырваться из границ своего я. Его мученичество при этом носит жертвенный характер, он ищет новое знание и новый язык, и новая поэзия лишь побочный продукт этого поиска.
«Озарения», вышедшие 1886 году, состоят из 42 текстов, лишенных всех признаков классического стиха, ритма, рифмы, метрики. При этом их словесная ткань обладает невероятной плотностью, Рембо использует все средства придания тексту максимальной экспрессии. Метафоры разворачиваются во все пространство стихотворения, назывные предложения сталкиваются часто вопреки грамматике, параллелизмы всех видов пронизывают почти каждое стихотворение, они насыщены и перенасыщены культурными ассоциациями. Об их толковании не умолкают споры, являются ли они видениями, грезами, шифрами или мистическими откровениями.
«Озарения» сложны для перевода, но тем не менее нашли несколько воплощений на русском языке.

##### Переводы «Озарений»
Рэмбо, Артур. Из книги «Озарения» / пер. Федора Сологуба // Стрелец: сборник первый. / под редакцией А. Беленсона. — Петроград, 1915. — С. 171—190.
Артюр Рембо «Озарения» Пер. М.Кудинова / Артюр Рембо. Произведения Литературные памятники. — М Наука 1982
Артюр Рембо «Озарения»16 стихотворений Пер. В.Козового / Алоизиюс Бертран Гаспар из тьмы Приложения Литературные памятники --М Наука 1981
Артюр Рембо «Озарения» Пер. Ф. Сологуба Г. Беляевой, И. Кузнецовой. В. Орла,Ю. Стефанова. Н. Стрижевской.
Рембо Произведения Bilingua — М Радуга 1988
Артюр Рембо «Озарения» Пер. Стрижевской /Артюр Рембо Великие поэты — М СПб Комсомольская правда Амфора 2011